# Leea longifoliola
Leea longifoliola är en vinväxtart som beskrevs av Elmer Drew Merrill. Leea longifoliola ingår i släktet Leea och familjen vinväxter. Inga underarter finns listade i Catalogue of Life.